# 伊文帕 (加利福尼亞州)
伊文帕（英語：Ivanpah）是位於美國加利福尼亞州聖貝納迪諾縣的一個非建制地區。該地的面積和人口皆未知。

## 地理
伊文帕的座標為35°20′26″N 115°18′38″W / 35.34056°N 115.31056°W，而該地的平均海拔高度為1070米（即3520英尺）。